# 交戦規定
交戦規定（こうせんきてい、Rules of Engagement、以下ROEと表記）とは、軍や警察の部隊がいつ、どこで、いかなる相手に、どのような武器を使用するかを定めた基準のことである。
このような規定は時代や各組織ごとに大きく異なるものの、多くの組織が用いており、詳細にわたって定められているのが一般的となっている。
通常、各国のROEは原則非公開とされ、敵に手の内を見せるのを防ぐため詳細が公表されることは少ない。公表されるのは、概要や方針、法的枠組みや原則のみである。
ROEは単に「戦っていい条件」を定めるだけではなく、国際法（ジュネーブ条約や国連憲章）や国内法の遵守、不要なエスカレーション防止（過剰な反撃を控え全面戦争への発展を防ぐ）、作戦目標の明確化、指揮統制の維持といった役割を持つ。
具体的なROEの項目の例としては、「武器使用の許可条件（例：相手が武力攻撃を開始したときのみ応戦可）」、「交戦距離や対象の制限（例：一般市民が混在する地域では重火器使用禁止）」、「特定行為の禁止（例：降伏した敵兵への攻撃禁止）」、「防御行動の優先度（例：自衛のための最小限の力にとどめる）」などが定められている。

## 自衛隊
憲法9条、自衛隊法、刑法（正当防衛等）、PKO協力法などに基づき、自衛隊は極めて限定的に武器の使用が認められており、日本版ROEともいえる武器使用基準が定められている。
自衛隊用語では部隊行動基準（ぶたいこうどうきじゅん）という。従来、自衛隊が交戦を前提とした交戦規定を作成することには世論の懸念もあり、自衛隊のROEでは曖昧な部分が多く、領空侵犯での対処基準などはパイロットの裁量によるところが多かった。ところが、刑法との兼ね合いから、過剰防衛による刑事罰等をおそれたパイロットが武器使用判断を迷った場合、適正な対処がとれずに被弾・被撃墜に至る心配があった。
また、自衛隊の海外派遣の恒常化による部隊の武器使用の可能性の現実化や冷戦後の新たな脅威（東シナ海における中華人民共和国との海洋権益を巡る突発的軍事衝突のおそれの増大等:東シナ海ガス田問題を参照）により、この現状が問題視されるようになった。
そこで、2000年（平成12年）12月4日に「部隊行動基準の作成等に関する訓令」（平成12年防衛庁訓令第91号）が制定され、これに基いて部隊行動基準が作成されるようになった。その第2条においては「部隊行動基準は、国際の法規及び慣例並びに我が国の法令の範囲内で、部隊等がとり得る具体的な対処行動の限度を示すことにより、部隊等による法令等の遵守を確保するとともに、的確な任務遂行に資することを目的とする。」「部隊行動基準は、状況に応じて部隊等に示すべき基準をまとめたものであって、行動し得る地理的範囲、使用し又は携行し得る武器の種類、選択し得る武器の使用方法その他の特に政策的判断に基づく制限が必要な重要事項に関する基準を定めたものとする。」と謳われている。
2006年、防衛庁（現在の防衛省）はROEを改定し、自衛隊法第95条に定められた「武器等の防護のための武器の使用」を根拠として、武器の使用を明確に任務とすることを決定した。これにより、自衛隊員が使用すべきときにためらわずに武器を用いることができるようになり、かつ、現場の自衛官が余計な政治的判断を迫られずに済むようになると期待されている。

### イラク派遣
陸上・航空自衛隊が派遣されたイラクでの復興支援活動においてのROEでは自衛官に対してテロ・攻撃行為を行おうとするものに対する対処は次のようになっていた。
1. 口頭による警告
2. 銃口を向けての威嚇
3. 警告射撃
4. 危害射撃

2005年12月4日には隊員がデモ隊に取り囲まれ、投石されるという事件が起きた。ROEに基づく武器使用が行われる寸前まで入った事案であったが、現地の警備員らの説得によって、デモ隊はそれ以上の過激な行動をとることなく解散し、武器使用という最悪の事態は回避された。
なお、イラク派遣にあたり、隊員が身の危険を感じるような切迫した状況下で誤って民間人を殺傷した場合、隊員が傷害罪・殺人罪に問われることはないと定められていた。

## アメリカ軍
アメリカ国防総省はROEを公式に以下のように定義している。
アメリカ軍が敵と遭遇し、敵戦力と戦闘を開始、もしくは再開するときの状況・制限を定める軍事的規定
ROEは次の4つの問題を扱う。
- 武器を用いてもよい時
- （同）場所
- （同）相手
- 用いるべき武器

ROEは2つの形式を持つ。
- 上官からの明示的禁止がない限り、兵士が指示を受けずに取ってよい行動を定めるもの
- 上官からの明示的指示がなければ取ってはならない行動を定めるもの

通常の標準的ROEに加え、隊員は任務や作戦の実施前に追加的なROEを説明される。これには、攻撃にいかに反撃するか、捕虜の待遇の仕方、戦闘領域などが含まれる。
アメリカ軍のROEは自己防衛のための武器使用を常に第一に掲げる。

## ROEの課題
任務を遂行するため効果的に武器を用いることと、必要のない武器の使用を抑えること。いかなる交戦においても、ROEにはこの2つのバランスをとることが求められる。しかしながら、ROEが厳格すぎたり緩すぎたりすると問題が生じる。
政治や外交的な理由から、国の首脳は武器の使用をなるべく抑えようとする一方、軍の指揮官は作戦遂行上最も効果的な方法で武器を用いようとすることがある。ルワンダ内戦における国連平和維持軍のROEの問題は、厳しすぎる場合の典型である。また、ベトナム戦争において、アメリカ空軍は、米ソ直接対決を恐れ、ソ連関連の施設・兵器への攻撃を極力回避していた。このため北ベトナム側に十分な攻撃を加えることができず、被害が増すばかりの現場からの非難が殺到したため、このROEは改定された。